# Васильева, Анастасия Андреевна
Анастасия Андреевна Васильева (род. 3 августа 1993, Самара) — российская спортсменка по современному пятиборью, мастер спорта России (2017). Чемпионка России (2017) в эстафете. Обладатель Кубка России (2018) в личном первенстве. Член сборной команды России по современному пятиборью 2017—2018 г.

## Биография
Родилась 3 августа 1993 года в Самаре. Начала заниматься пятиборьем в 2015 году. До этого она занималась легкой атлетикой, где дошла до звания кандидат в мастера спорта. Потом решила попробовать силы в пятиборье-любила с детства конный спорт. В плавании и фехтовании конкурировать тяжело (надо учиться с детства), но конкур, стрельба и бег позволяют бороться за высокие места.
В 2017 году выполнила норматив Мастера спорта России. С 2017 года в сборной команде России по современному пятиборью. Участница чемпионата мира 2018 г.
Выступает за ШВСМ № 5, ЦСК ВВС (Самара).